# Primera Compañía de Bomberos de Temuco
La Primera Compañía corresponde a una Compañía del Cuerpo de Bomberos de Temuco. Opera en la ciudad de Temuco, Región de la Araucanía, Chile. 
Fue fundada el 22 de julio de 1900 y cuenta con las especialidades de Rescates y Extinción de Incendios en Alturas

## Historia
Un grupo de vecinos de Temuco, Chile, preocupados por una serie de incendios que afectaban a las casas y los locales comerciales, se reunió el día 22 de julio de 1900 en la casa del vecino Edwin Leigh, funcionario de la Intendencia, donde tendría lugar la conformación de las primeras compañías del Cuerpo de Bomberos.
Un selecto grupo de vecinos concurrió a esta citación formando la Primera Compañía de Bomberos de Temuco bajo el lema Labor Omnia Vincit que significa "Todo lo vence el Trabajo", estableciendo que la especialidad de esta nueva compañía, perteneciente al Cuerpo de Bomberos de Temuco, sería "hachas, ganchos y escaleras".
Gran parte del siglo XX y hasta enero de 1996 el cuartel de la Primera Compañía de Bomberos de Temuco se ubica en calle Varas #755, entre las calles Arturo Prat y Vicuña Mackenna. 
En la tarde del 19 de febrero de 1999 se efectúa la ceremonia de inauguración con la asistencia del entonces presidente nacional de la Junta Nacional de Bomberos de Chile, Octavio Hinzpeter, autoridades regionales y comunales, del nuevo cuartel ubicado en la Avenida O´Higgins 962, en pleno centro de Temuco.
Actualmente su Director es Andrés Acevedo Allende, su Capitán Marcelo Campos Calderón.
Por acuerdo del Honorable Directorio General del Cuerpo de Bomberos de Temuco, desde 1989 se asigna a la Primera Compañía la especialidad de "Rescates y Extinción de Incendios en Altura", para lo cual cuenta con una escala mecánica marca Renault Camiva, modelo EPSA M210; un carro portaescalas, marca Rossenbauer 2016, con capacidad para 20 escalas y un carrobomba marca Renault, modelo FTP Premium 210, año 1999, doble cabina, con un estanque con capacidad de tres mil litros y asientos para ocho bomberos.
Su unidad de Rescates en Alturas, bajo la metodología GRIMP (Grupo de Intervención en Medios Peligrosos) cuenta con el respaldo de SPAI (Sapeur Pompiers d´Actión Internacionales) y está conformada por 3 Jefes de Unidad (IMP3) y 27 Operadores de rescate (IMP2). Su equipamiento le permite atender emergencias simultáneas en sus 3 unidades de material mayor.